# Solomonargiolestes
Solomonargiolestes – rodzaj ważek z rodziny Argiolestidae.

## Zasięg występowania
Rodzaj obejmuje gatunki występujące na archipelagu Wysp Salomona – stwierdzono je na Wyspie Bougainville’a należącej do Papui-Nowej Gwinei oraz na wyspach Malaita i Santa Isabel należących do państwa Wyspy Salomona.

## Systematyka
Rodzaj ten wprowadzili w 2013 roku entomolodzy Vincent J. Kalkman i Günther Theischinger przy okazji rewizji rodziny Argiolestidae wydzielonej przez nich z Megapodagrionidae. Autorzy zaliczyli do rodzaju dwa gatunki opisane przez Kalkmana w 2008 roku i zaliczone wówczas do rodzaju Argiolestes; jako gatunek typowy wskazali Argiolestes bougainville. W momencie publikacji opisu rodzaju oba gatunki znane były jedynie z holotypów – samców, samice i larwy pozostawały nieznane. Autorzy przebadali też samicę z brakującą końcówką odwłoka, prawdopodobnie należącą do nieopisanego jeszcze gatunku z rodzaju Solomonargiolestes.

### Etymologia
Nazwa rodzajowa jest połączeniem nazwy Wysp Salomona, gdzie gatunki te występują, i nazwy rodzaju Argiolestes.

### Podział systematyczny
Do rodzaju należą następujące gatunki:
- Solomonargiolestes bougainville (Kalkman, 2008)
- Solomonargiolestes malaita (Kalkman, 2008).